# Pierre Mankowski
Pierre Mankowski (Amiens de Somme, Francia, 5 de noviembre de 1951) es un exjugador y actual entrenador de fútbol francés.
Hijo del exjugador profesional de John Mankowski (y hermano de Frederick Mankowski de fútbol profesional), Pierre Mankowski hizo carrera como creador de juego antes de convertirse en entrenador.
Entre 2002 y 2010 fue entrenador asistente de la Selección de fútbol de Francia En 2010, se convirtió en entrenador del equipo Sub-18 de Francia], que sigue la generación de las dos próximas temporadas en menos de 19 y menos 20 años.
- Datos: Q2390730